# 秦裕琨
秦裕琨（1933年5月30日—2023年11月13日），生于上海，祖籍江苏扬州，热能工程、燃烧学专家，中国工程院院士，曾任哈尔滨工业大学副校长，前任哈尔滨工业大学教授、燃烧工程研究所所长。
发明了用于火力发电厂的风控浓淡煤粉燃烧技术。

## 履历
1953年，毕业于交通大学机械系。1956年，毕业于哈尔滨工业大学锅炉制造专业研究生班，获研究生学位。2001年，当选中国工程院院士。
2023年11月13日，秦裕琨因病医治无效，在哈尔滨逝世，享年90岁。